# Ficus albert-smithii
Ficus albert-smithii är en mullbärsväxtart som beskrevs av Paul Carpenter Standley. Ficus albert-smithii ingår i släktet fikonsläktet, och familjen mullbärsväxter. Inga underarter finns listade i Catalogue of Life.